# Bitwa pod Hysiaj
Bitwa pod Hysiaj – starcie zbrojne rozegrane w 669 roku p.n.e. między Spartą a Argos w ramach walki o supremację militarną na Peloponezie między tymi dwoma poleis. Zakończyło się zwycięstwem Argos, było pierwszym znanym przykładem zastosowania w bitwie formacji ciężkozbrojnych hoplitów – falangi.

## Tło historyczne

### Przyczyny
Pretensje Argos do supremacji nad poleis doryckimi na Peloponezie wywodziły się jeszcze z okresu podboju tych terenów przez Dorów, który rozpoczął się w XII wieku (ok. roku 1120 p.n.e.). Wtedy to Heraklidzi – wodzowie najeźdźców – mieli podzielić między siebie królestwa półwyspu, z czego najstarszy syn – Temenos – otrzymał Argolidę. To właśnie zakorzenione w tradycji starszeństwo królewskiego rodu Temenidów dawało Agros usprawiedliwienie dla jej aspiracji. Ponadto miasto to odegrało główną rolę przy zakładaniu Sykionu, Eginy i Megary, a tej ostatniej pomagało w wojnie przeciw Koryntowi. Sparta rzuciła mu wyzwanie osiedlając na wybrzeżu Messenii uchodźców z Asine – miasta w Argolidzie zagarniętego przez Argos. Argos wyzwanie to podjęło i pod wodzą urzędującego tam wówczas tyrana – Fejdona – zadało Sparcie klęskę pod Hysiaj.

### Konsekwencje bitwy
Bitwa pod Hysiaj osłabiła pozycję Sparty, a umocniła autorytet Argos. Ponadto prawdopodobnie zachęciła ona Pisę do buntu przeciwko Elidzie (który wszczęto w roku 668 p.n.e.), a który zakończył się uzyskaniem przez nią w r. 660 kontroli nad świętym okręgiem w Olimpii. Rok później mieszkańcy Figalii, arkadyjskiego okręgu graniczącego z Messenią, wraz ze swymi sąsiadami z arkadyjskiego Oresthasion, odparli zwycięsko atak Sparty. Następnie około roku 640 zbuntowali się Messeńczycy – spartańscy heloci – z którymi walki toczono przez kolejne dziewiętnaście lat. Ostatecznie z pomocą Koryntu, Samos i Lepreatis Sparcie udało się stłumić bunt helotów, po czym w roku 546 p.n.e. pokonała ostatecznie Argos, przyłączając do swojego terytorium Tyreatis i stając się największą potęgą militarną wśród peloponeskich poleis.